# London, Ontario
London  este un oraș în Canada, de-a lungul coridorului Quebec City-Windsor. Orașul avea o populație de 383.822 de locuitori conform recensământului canadian din 2016. London se află la confluența Râul Tamisa, aproximativ 200 km (120 mi) atât din Toronto cât și din Detroit; și despre 230 km (140 mi) din  Buffalo,  New York. Orașul London este o comună separată, politic separată de  Comitatul Middlesex, deși rămâne sediul comitatului.
London și Tamisa au fost numite în 1793 de John Graves Simcoe, care a propus situl pentru capitala Canadei superioari. Prima așezare europeană a fost înființată între 1801 și 1804 de către Peter Hagerman. Satul a fost fondat în 1826 și încorporată în 1855. De atunci, London a devenit cea mai mare municipalitate din sud-vestul districtului Ontario și a 11-a cea mai mare zonă metropolitană din Canada, după ce a anexat multe dintre comunitățile mai mici care au înconjurat-o.